# Bryocaulon
Bryocaulon är ett släkte av lavar som beskrevs av Ingvar Kärnefelt. Bryocaulon ingår i familjen Parmeliaceae, ordningen Lecanorales, klassen Lecanoromycetes, divisionen sporsäcksvampar och riket svampar.
Släktet innehåller bara arten Bryocaulon divergens.